# Sula nebouxii
La sula piediazzurri (Sula nebouxii Milne-Edwards, 1882) è un uccello della famiglia dei Sulidi.

## Sistematica
Ne esistono due sottospecie:
- Sula nebouxii nebouxii (Milne-Edwards, 1882 - sula piediazzurri comune);
- Sula nebouxii excisa (Todd, 1948 - sula piediazzurri delle Galápagos).

## Descrizione
La sula piediazzurri è un uccello marino che raggiunge gli 85 centimetri di lunghezza e il chilo e mezzo di peso. La peculiarità principale è l'intenso colore azzurro dei suoi piedi palmati che sfoggia durante il corteggiamento, nel quale chi ha i piedi più azzurri ha maggiore successo. Come le altre sule possiede un corpo adatto alla vita acquatica, molto slanciato e affusolato con ali strette per non subire danni negli impatti con la superficie dell'acqua. Il maschio è più piccolo e agile della femmina e per questo i suoi tuffi sono spettacolari. Infatti il maschio riesce a immergersi anche nelle acque costiere, tra gli scogli e nelle pozze d'acqua tra le rocce. Le livree sono uguali nei due sessi. Oltre al particolare colore delle zampe, la sula piediazzurri possiede un tipico capo striato con sfumature che vanno dal giallo al grigio, petto, parte inferiore di corpo e ali chiaro tendente al celeste, becco grigio-azzurro e dorso bruno intenso.

## Distribuzione
La sottospecie S. n. nebouxii è diffusa principalmente nelle isole Galàpagos e in Ecuador.
Si possono trovare anche nel Messico occidentale, nella California occidentale e in Perù. La sottospecie S. n. excisa è diffusa nelle regioni nord-occidentali del Sud America.

## Habitat
Come tutte le sule, la piediazzurri ama le regioni costiere e le isole rocciose con scogliere a picco. È un migratore parziale, cioè compie brevi tragitti per nidificare, soprattutto tra Galápagos e terraferma (Ecuador, Perù Colombia, Messico e Centroamerica).

## Alimentazione
Questo agile uccello è esclusivamente piscivoro. La caccia avviene lungo le coste, ma più spesso in mare aperto. I tuffi delle sule sono eccezionali: si lanciano dalle scogliere o in volo da trenta metri di altezza con le ali spiegate e appena sopra la superficie dell'acqua le ripiegano alla velocità di circa cento chilometri orari. Cacciano da sole, ma a volte si possono vedere piccoli gruppi muoversi insieme. Nella dieta rientrano pesci volanti, sardine, calamari, sgombri e acciughe.

## Riproduzione
Le sule nidificano in grandi colonie su isole o su scogliere inaccessibili ai predatori nel periodo tra dicembre e gennaio. Il corteggiamento è molto spettacolare: i maschi di sula piediazzurri prima volano attorno alla femmina, poi camminano al suolo sollevando esageratamente i piedi, cercando di mettere in mostra il bel colore azzurro ed emettono fischi lunghi con il capo rivolto verso il cielo mentre dispiegano le piume. Infine offrono parti per la costruzione del nido. Nel nido vengono deposte da due a tre uova dal guscio bianco, che verranno covate per 42 giorni dalla femmina sulle zampe molto vascolarizzate.
Il piccolo, molto esile, rimarrà tra le zampe della madre per un altro mese dopo la schiusa.

## Galleria d'immagini

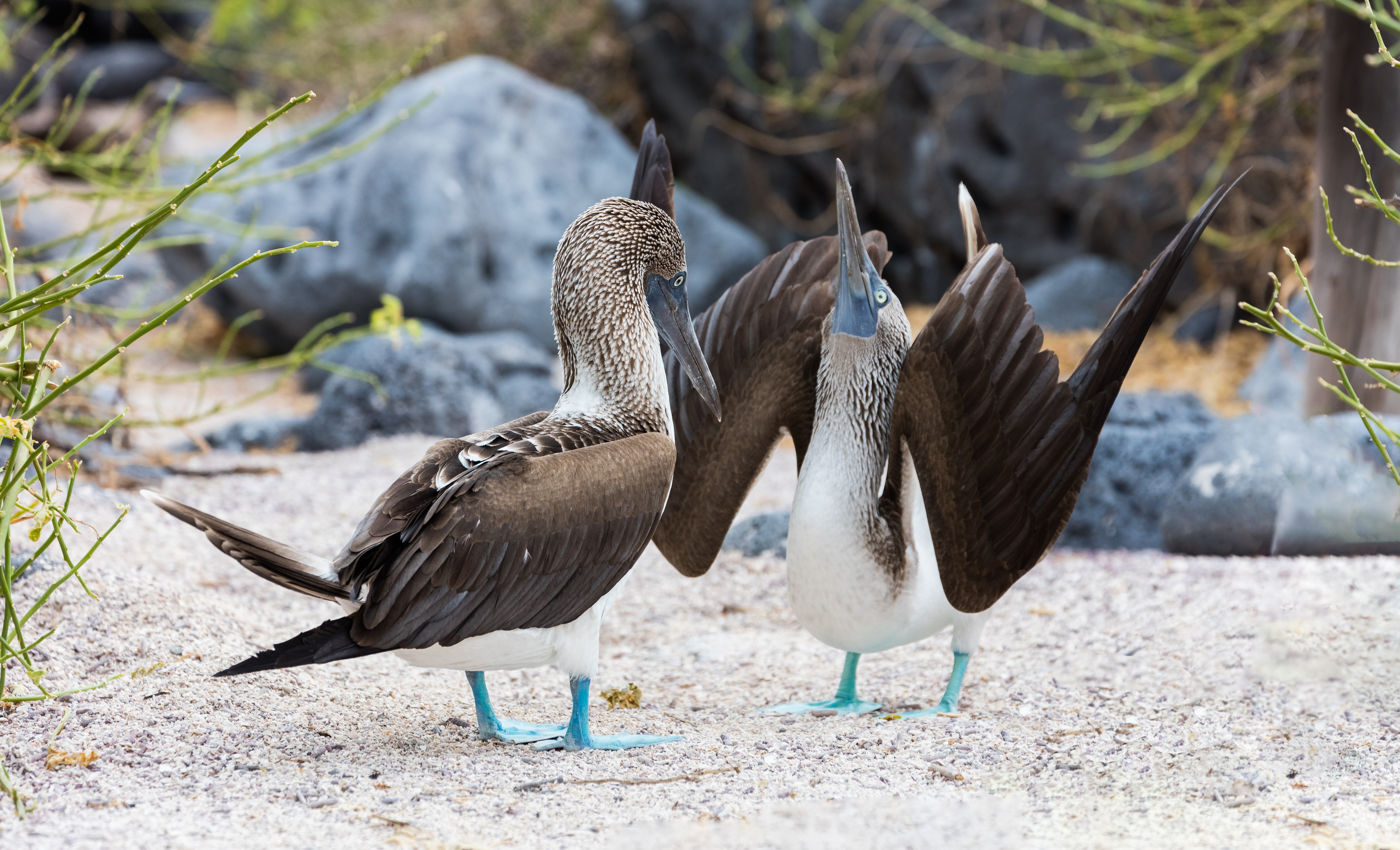
Un maschio durante il corteggiamento
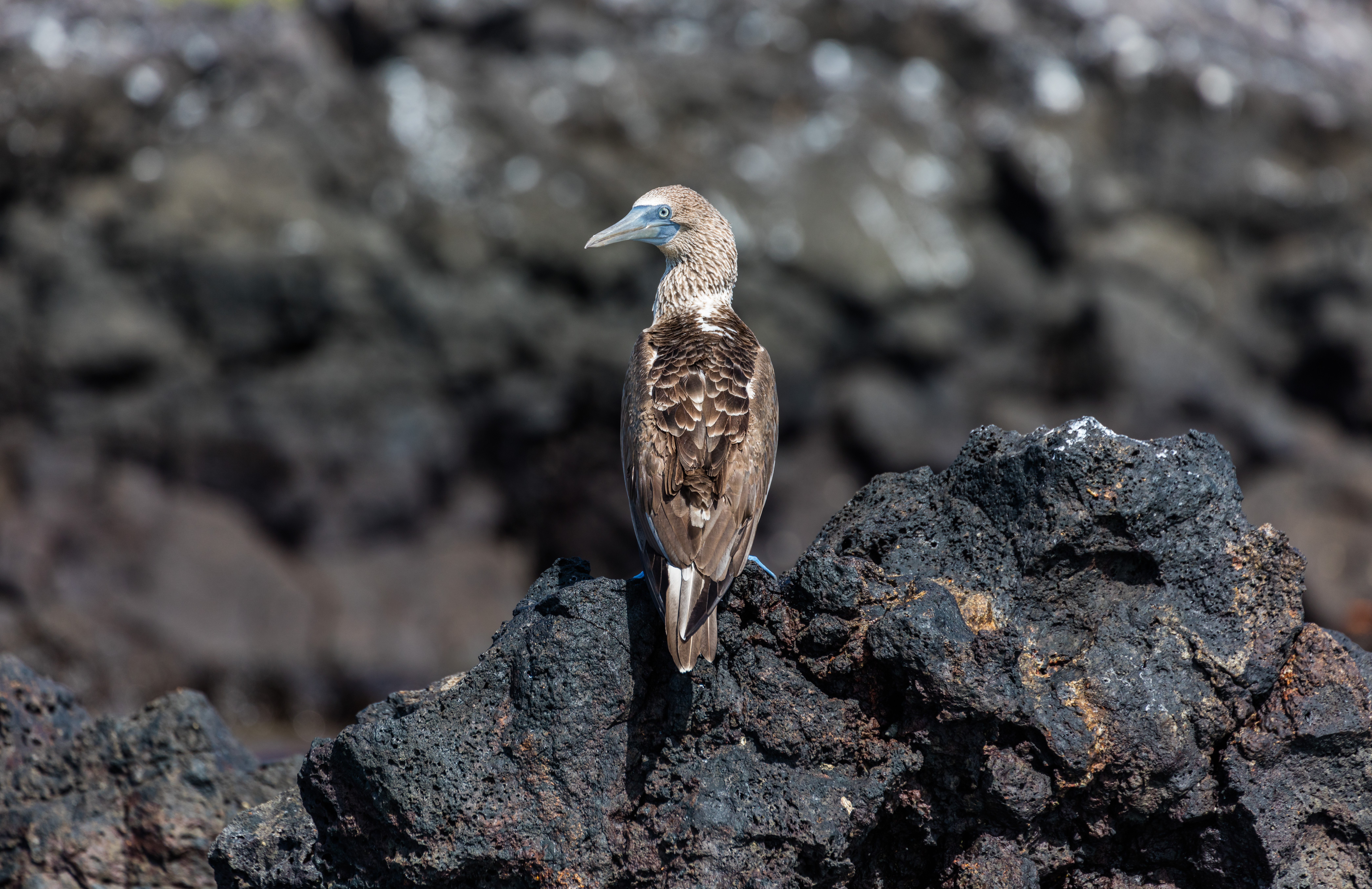
Nell'isola Baltra
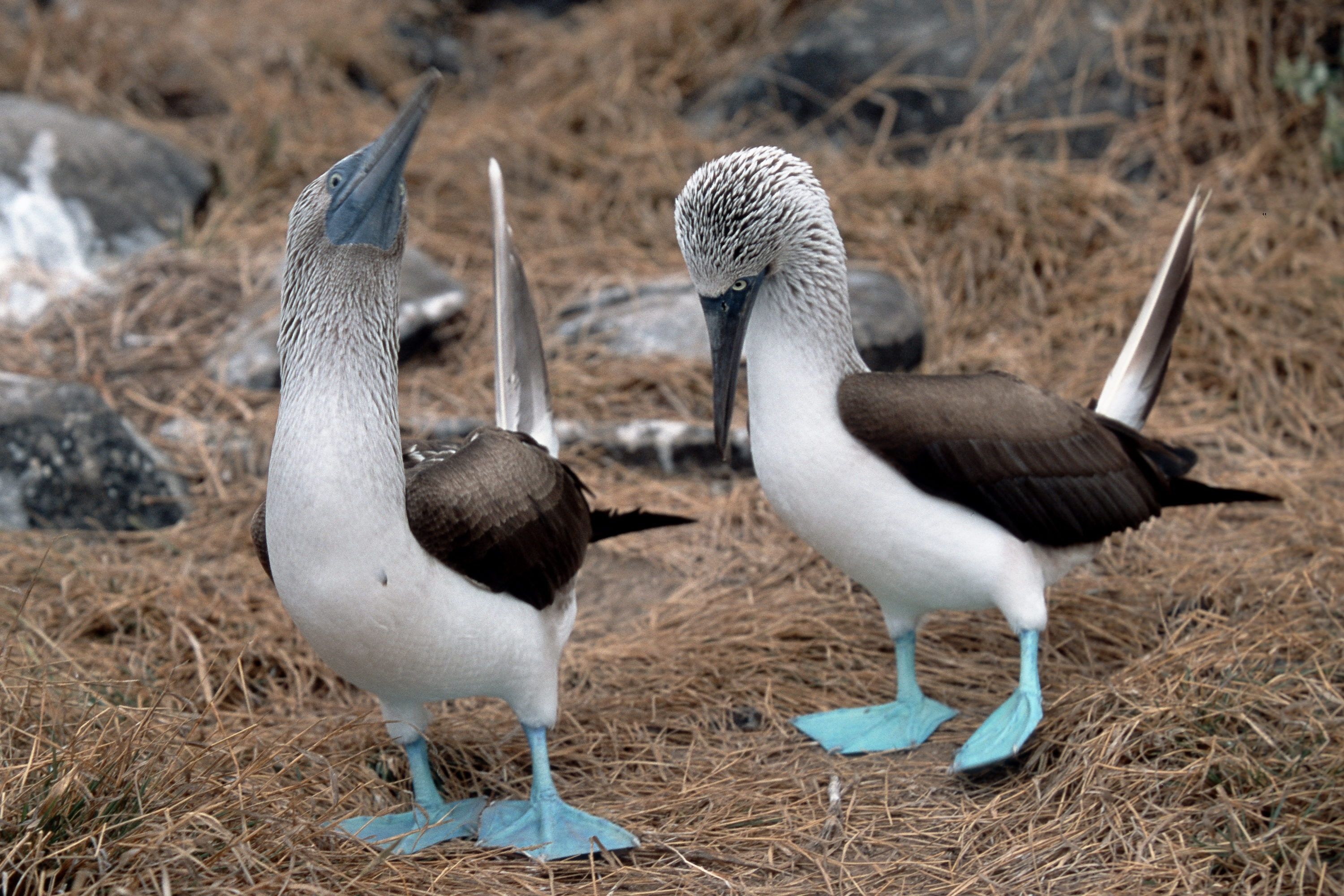
Nell'isola di Española
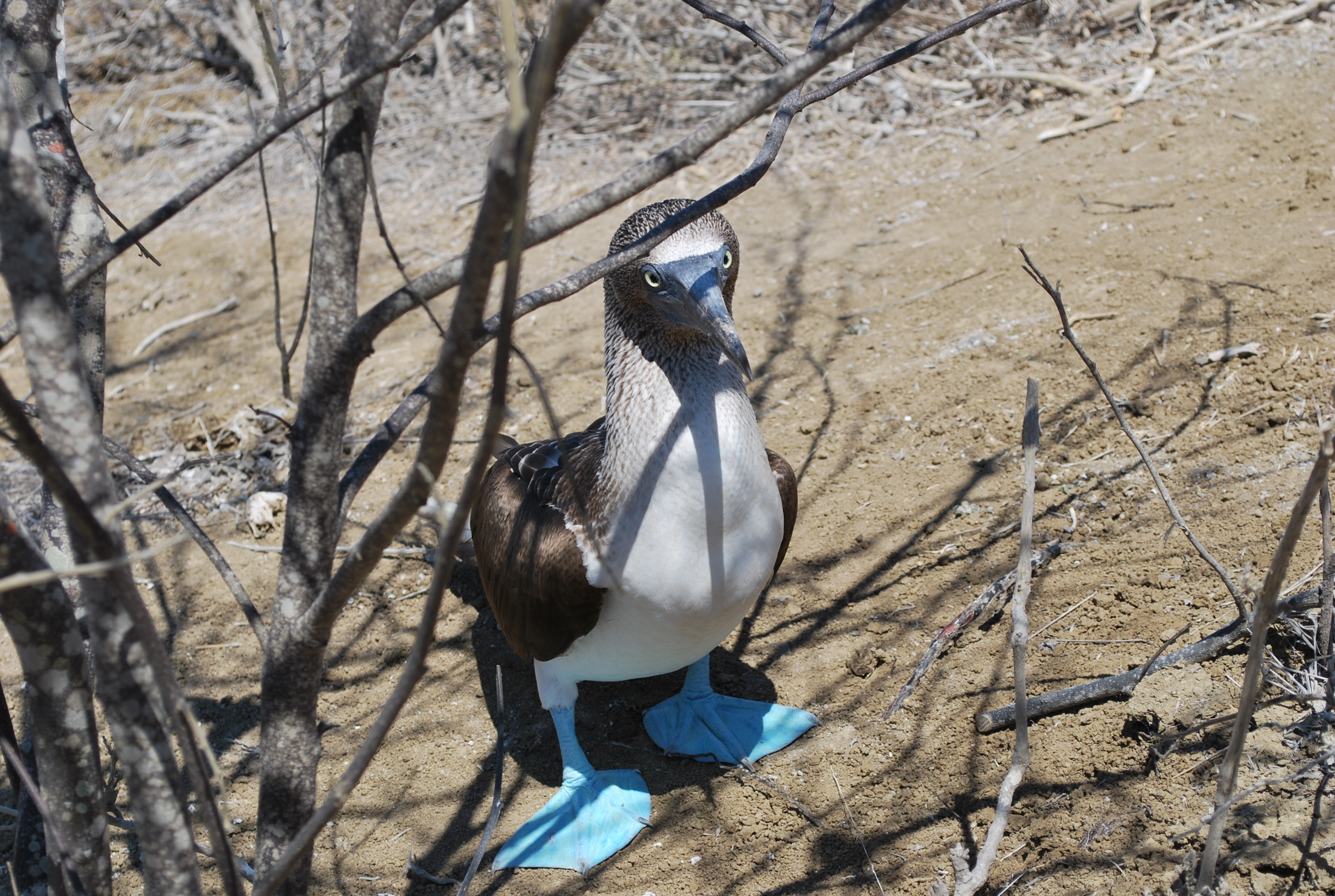
Nell'isola de la Plata
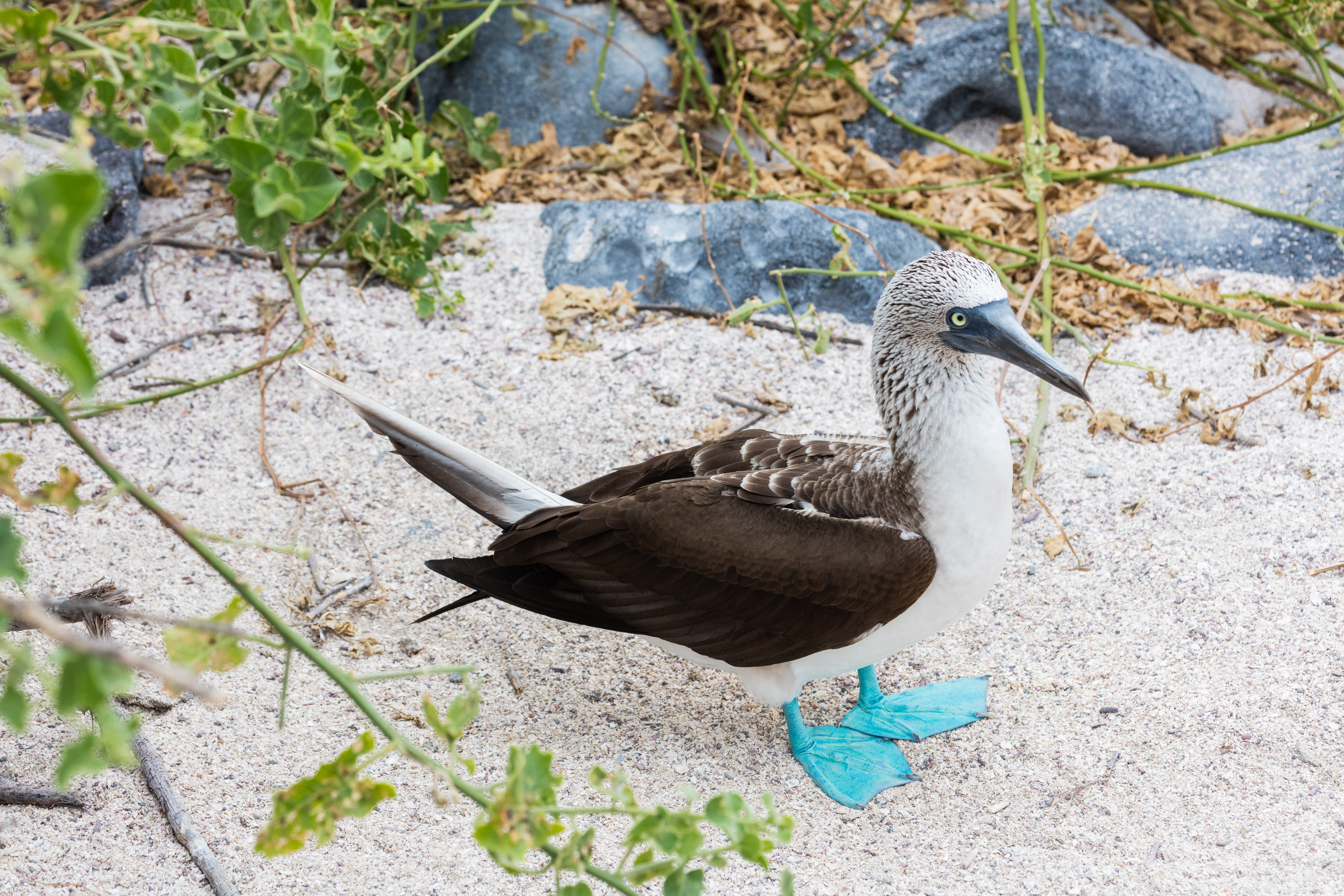
Nell'isola Lobos
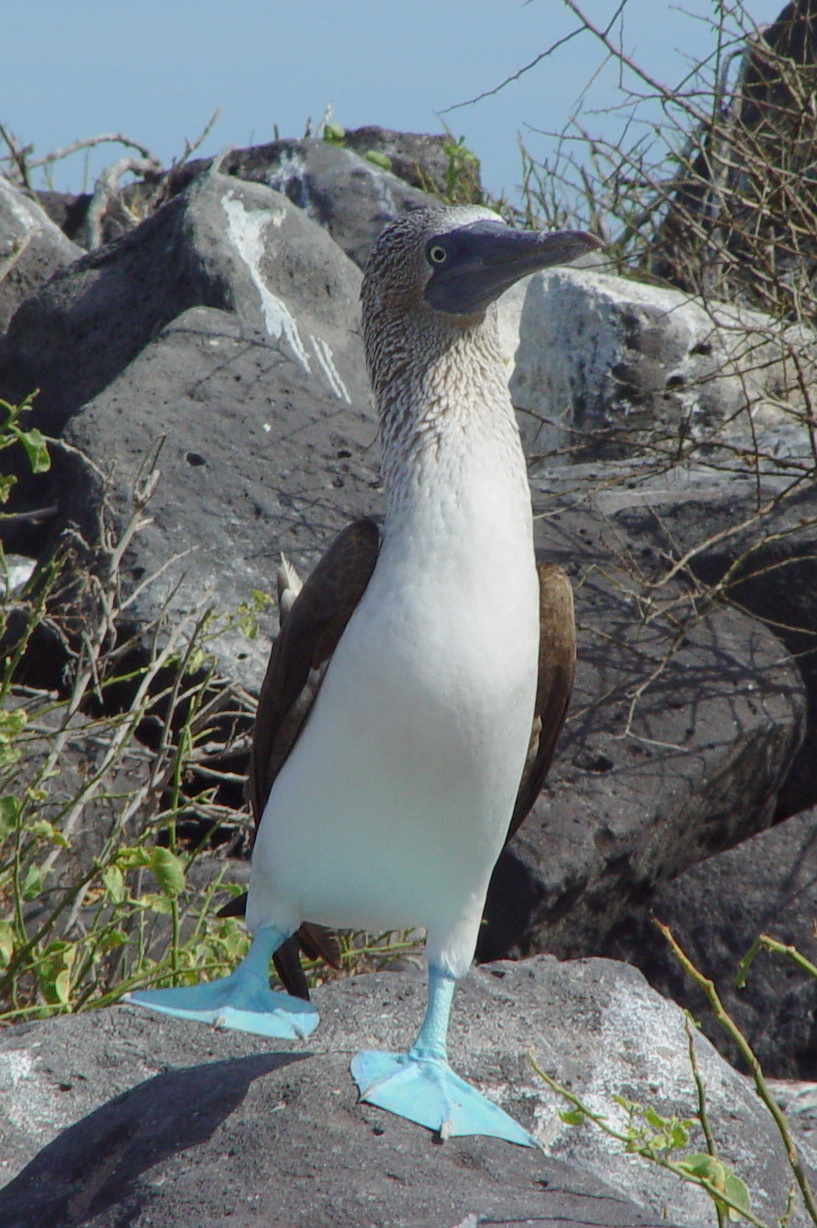
Un esemplare che mette in mostra i piedi
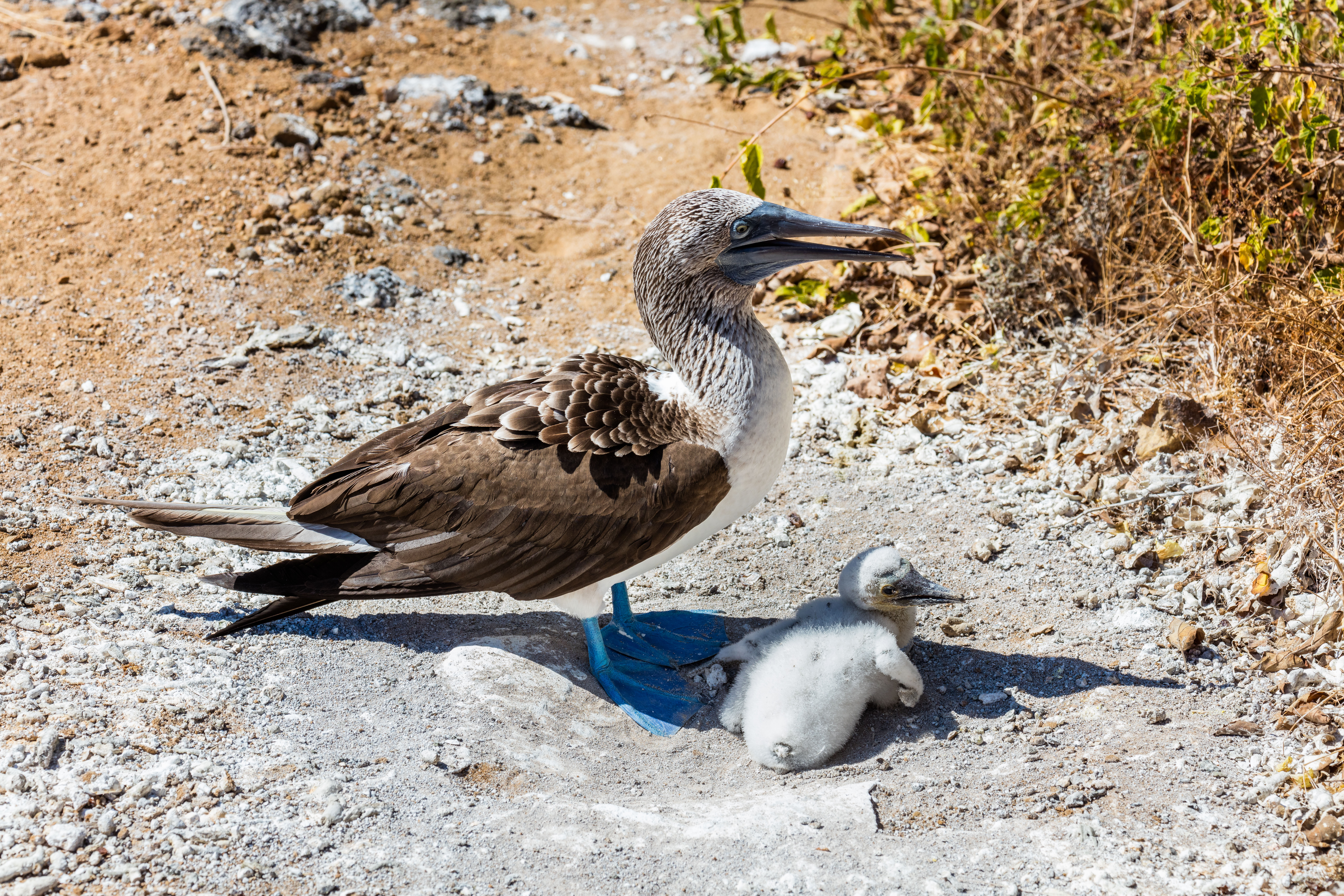
Un adulto con il suo piccolo alle Galápagos
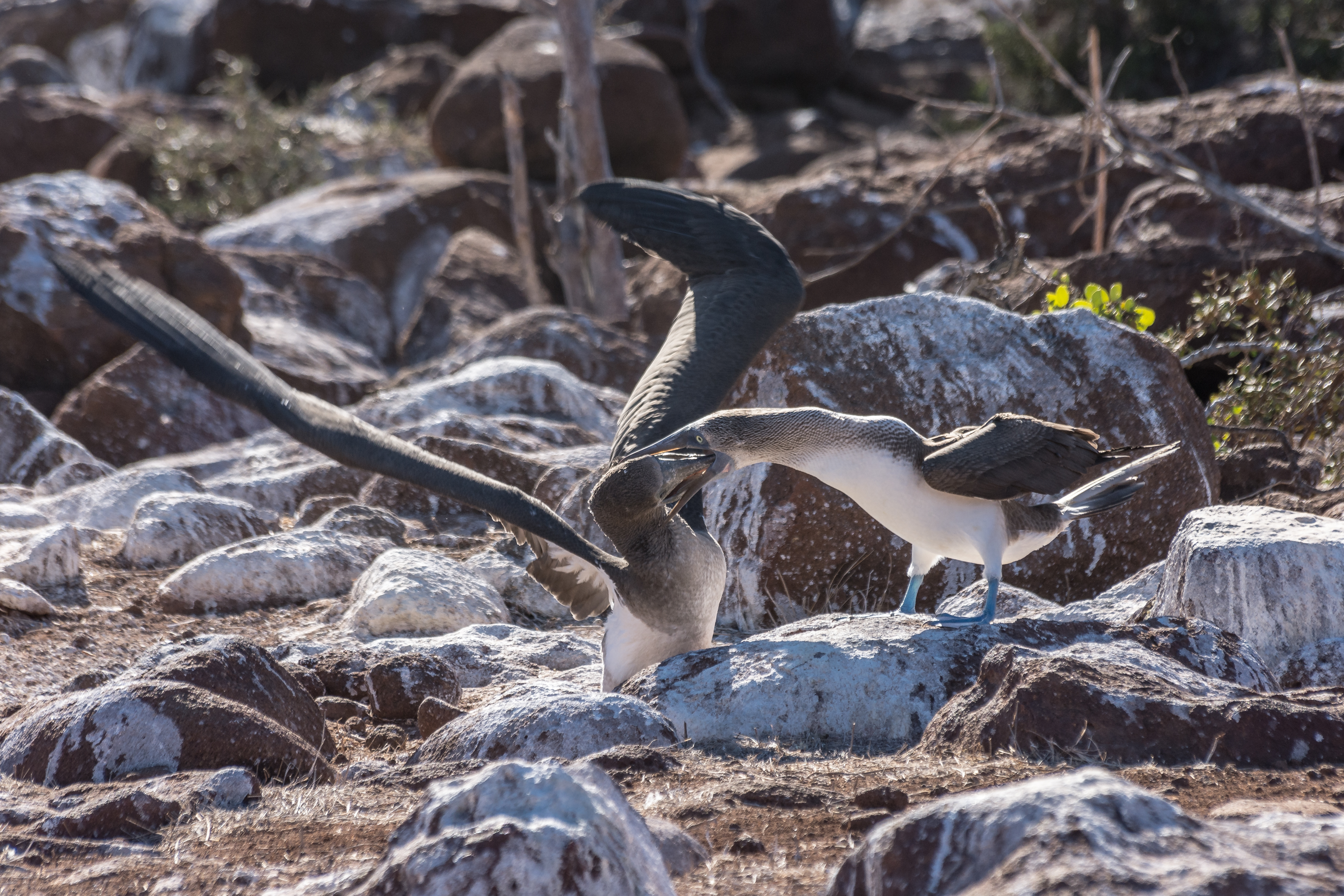
Un adulto durante l'alimentazione con il suo piccolo
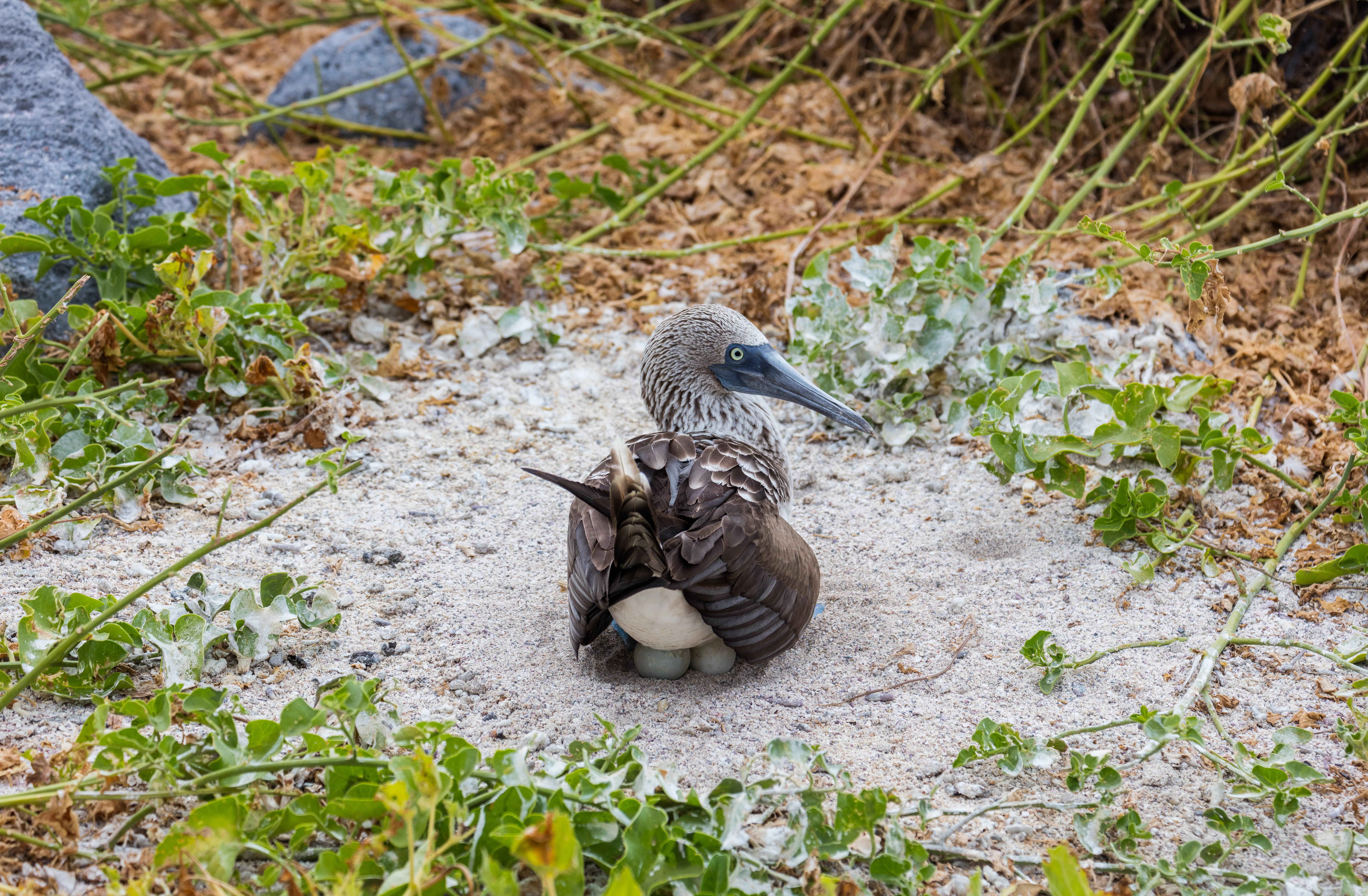
Femmina intenta alla cova
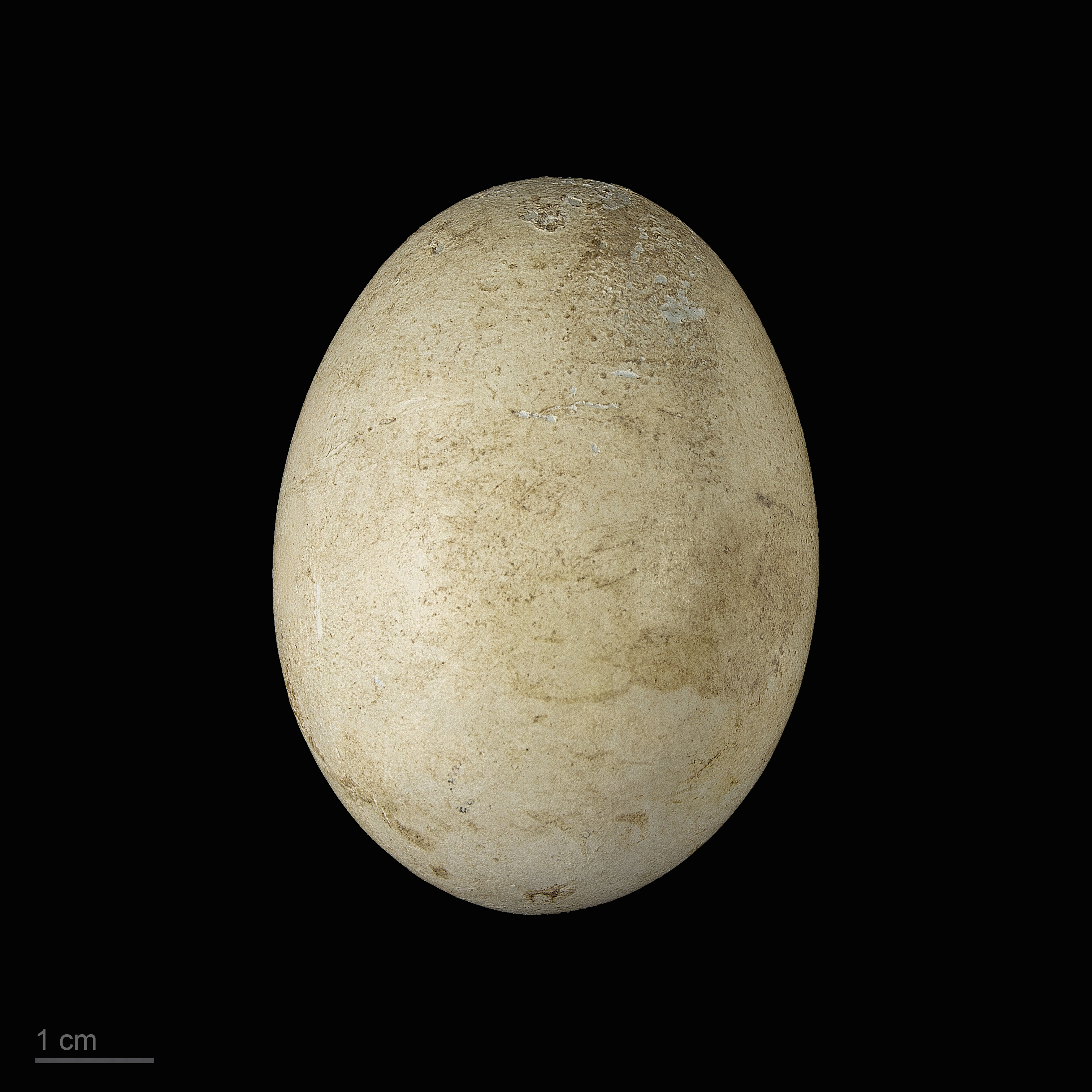
Museum specimen